# Roland Girtler

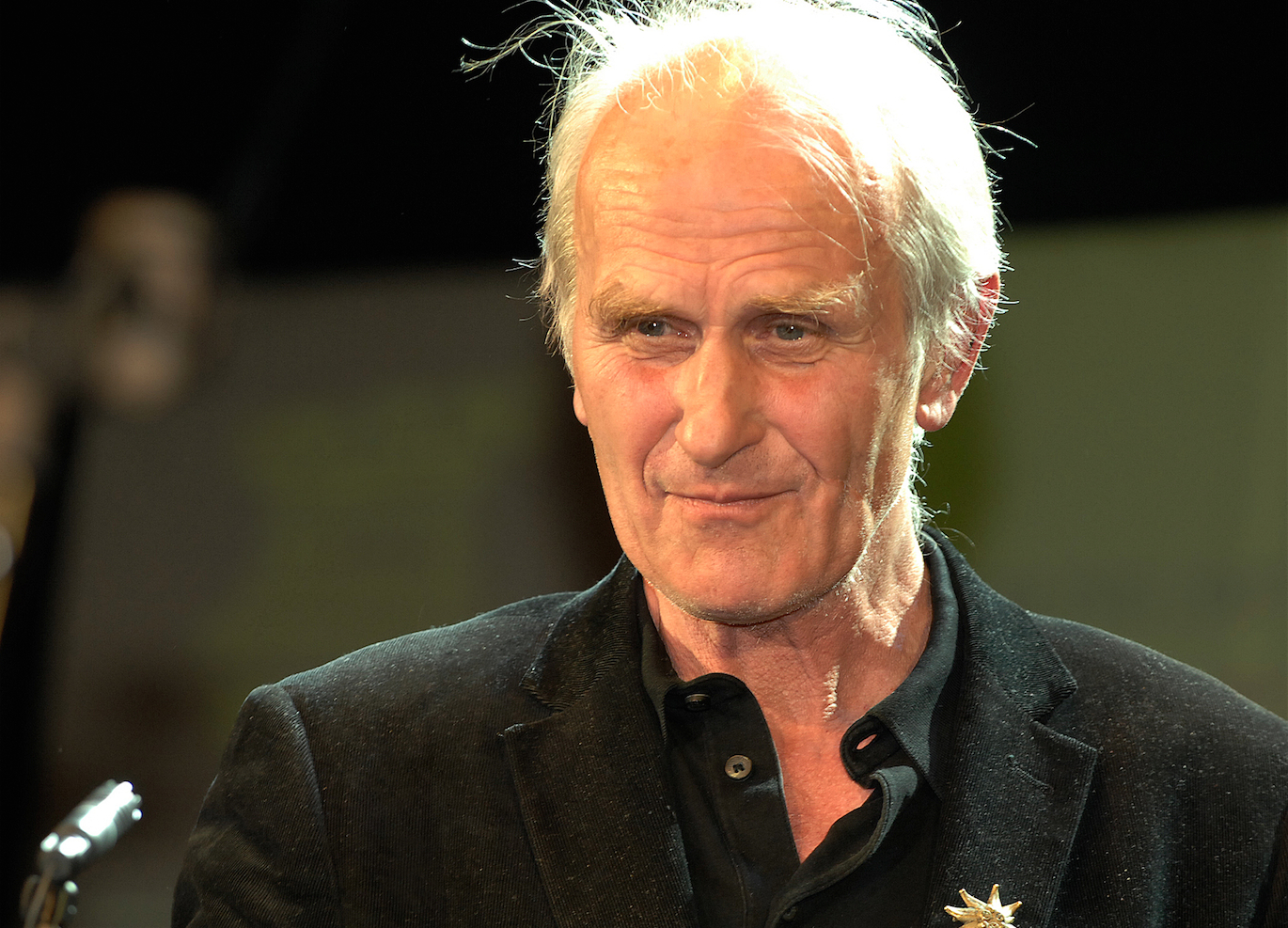
Roland Girtler (2007)

Roland Girtler (* 31. Mai 1941 in Wien-Ottakring) ist ein österreichischer Soziologe, Kulturanthropologe, Schriftsteller, Hochschullehrer und Kolumnist. Als Vertreter der Kultursoziologie hat er sich der qualitativen Sozialforschung verschrieben.

## Leben
Roland Girtler ist der Sohn des ehemaligen Gemeinde- und Landarztes von Spital am Pyhrn Roland Girtler und der Landärztin Leopoldine Girtler. Er ist ein Enkel des Bauingenieurs und Hochschullehrers Rudolf Girtler. Nach eigenen Angaben ist Roland Girtler ein Nachfahre des Seefahrers Jacques Cartier.
Im Alter von drei Jahren zog seine Mutter mit ihm und seinem Bruder Dieter in die Lüneburger Heide, wo sein Vater in einem Lazarett als Arzt tätig war. Nach Ende des Zweiten Weltkrieges verbrachte er seine Kindheit und Jugend in Spital am Pyhrn, wo er die Volksschule besuchte. Von 1951 bis 1959 besuchte er das humanistische Stiftsgymnasium Kremsmünster im Stift Kremsmünster, an dem er auch maturierte.
1959 inskribierte Girtler an der Universität Wien Rechtswissenschaften und wurde 1960 in der schlagenden Studentenverbindung Corps Symposion Wien recipiert. Zweimal zeichnete er sich als Consenior aus. Ab 1967, vor der Ablegung der dritten Staatsprüfung der Rechtswissenschaften, studierte er an der philosophischen Fakultät der Universität Wien Ethnologie, Urgeschichte, Philosophie und Soziologie. Während des Studiums heiratete er und arbeitete als Bierausfahrer, Arbeiter am Naschmarkt und als Filmkomparse. 1971 wurde er zum Doktor der Philosophie promoviert, 1979 habilitierte er sich an der Universität Wien. Er ist unter anderem Mitglied der Österreichischen Gesellschaft für Ur- und Frühgeschichte, des Österreichischen Alpenvereins, der Naturfreunde und der Anthropologischen Gesellschaft in Wien. Mit den Burschenschaften hat sich Roland Girtler auch publizistisch auseinandergesetzt.

## Forschungen und Tätigkeiten
Anfang der 1970er Jahre betrieb er Feldforschung in Indien über Die „demokratische“ Institution des Panchayat in Indien und veröffentlichte deren Ergebnisse 1971 im gleichnamigen Buch. Seine abwechslungsreiche Forschertätigkeit führte ihn in die Bauerndörfer von Gujarat (Indien) und in die Slums von Mumbai (damals Bombay), aber auch zu „feinen Leuten“ (Aristokraten, Politiker, Jäger), in das Umfeld von städtischen Randkulturen (Dirnen, Sandler, Ganoven), zu Bergbauern, Schmugglern, (damals ausschließlich städtischen) Polizisten, den Landlern in Siebenbürgen, zu Landärzten, Klosterschülern und zu Wilderern.
Seine Forschungsschwerpunkte sind die Kultursoziologie, Randkulturen und der Bauernstand in Österreich sowie Siebenbürgen. Als unkonventioneller Forscher und akademischer Lehrer stellte Girtler 10 Gebote der Feldforschung auf. Im Handbuch Methoden der Feldforschung stellte Girtler erstmals seine Feldforschungsmethode des ero-epischen Gesprächs vor. Bei dieser Form des qualitativen Interviews begibt sich der Forscher auf Augenhöhe zum Interviewpartner und regt den Erzählfluss auch durch eigene Erzählungen, Meinungen und Suggestivfragen an.
Bekannt ist Girtler als ein passionierter Verfechter des Fahrrads als ideales Verkehrsmittel, auch um sich den untersuchten Milieus besser nähern zu können. So sind seine Bücher Über die Grenzen. Ein Kulturwissenschaftler auf dem Fahrrad und Vom Fahrrad aus: Kulturwissenschaftliche Gedanken und Betrachtungen aus der Perspektive eines Radfahrers geschrieben. Seine in der Sonntagsausgabe der Kronen Zeitung erscheinende Kolumne Streifzüge, in der er sich selbst als „vagabundierenden Kulturwissenschaftler“ bezeichnet, beginnt er oft mit dem Hinweis, dass er sein im Text beschriebenes Ziel mit Bahn und/oder Fahrrad erreicht hat. Die Kolumne endet meistens mit den Worten „Ich wünsche [meinen Gesprächspartnern] das Beste und ziehe weiter“. Auch im Drahtesel der ARGE Fahrrad schreibt er regelmäßig.
Roland Girtler war a.o. Professor am Institut für Soziologie der Universität Wien (Institutsmitglied seit 1972), wo er bis heute noch regelmäßig lehrt. Von 1973 bis 1975 lehrte er an der Ludwig-Maximilians-Universität München. Seit 2000 leitet er in St. Pankraz bei Windischgarsten das Museum Wilderer im Alpenraum – Rebellen der Berge.

## Auszeichnungen und Ehrungen
- 2002: Österreichisches Ehrenkreuz für Wissenschaft und Kunst I. Klasse[13]
- 2006: Die Wahrheit liegt im Feld. Festschrift anlässlich des 65. Geburtstages von Roland Girtler[14]
- 2009: Kulturmedaille des Landes Oberösterreich[15]
- 2013: Verleihung des Titels „Ehrenkiberer“ durch die Vereinigung österreichischer Kriminalisten[16]
- 2014: Preis der Stadt Wien für Volksbildung[17]

## Publikationen
- Die Rechtsnormen der souveränen Eingeborenengruppen in Nordwestaustralien: ein Beitrag zur Methode der Rechtsethnologie, Wien 1971, ÖNB Hauptabteilung Heldenplatz (Dissertation Universität Wien 1971, 250 Seiten).
- Die demokratische Institution des Panchayat in Indien: ein Vergleich der „gesetzlichen“ und der „traditionellen“ Panchayat. Institut für Völkerkunde der Universität Wien, 1972 (= Acta ethnologica et linguistica: Series Indica, Nr. 28, Acta ethnologica et linguistica: Series Indica, Nr. 5).
- Der Adler und die drei Punkte. Die gescheiterte, kriminelle Karriere des ehemaligen Ganoven Pepi Taschner. Böhlau, Wien 1983, ISBN 3-205-07207-3. Neu aufgelegt 2007 als 2. Aufl., Jubiläumsausgabe, ISBN 978-3-205-77610-9.
- Aschenlauge. Bergbauernleben im Wandel. Landesverlag, Linz 1988. Neu aufgelegt: Aschenlauge. Die alte Kultur der Bauern. Böhlau, Wien 2012, ISBN 978-3-205-78858-4.
- Über die Grenzen. Ein Kulturwissenschaftler auf dem Fahrrad, Veritas, Linz, 1991, ISBN 3-85329-869-9.
- Vaganten, Studenten, die Kultur des Alkohol und das Ideal der Freiheit. In: Einst und Jetzt. Jahrbuch des Vereins für corpsstudentische Geschichtsforschung, Band 36 (1992), S. 71–91.
- Verbannt und vergessen – der Untergang der Landler in Siebenbürgen. Veritas, Linz 1992, ISBN 3-85329-978-4. Neu aufgelegt: Die Landler in Rumänien. Eine untergegangene deutschsprachige Kultur. Lit, Wien 2014, ISBN 978-3-643-50558-3.
- Der Strich. Soziologie eines Milieus. Pocket, Band 1. Lit, Wien 1994, ISBN 3-8258-7699-3.
- Randkulturen: Theorie der Unanständigkeit. Böhlau, Wien 1995, ISBN 3-205-98559-1.
- Sommergetreide. Vom Untergang der bäuerlichen Kultur, Böhlau, Wien 1996, ISBN 978-3-205-98560-0.
- Wilderer. Rebellen in den Bergen. Böhlau, Wien 1998, ISBN 3-205-98823-X.
- Rotwelsch. Die alte Sprache der Diebe, Dirnen und Gauner. Böhlau, Wien 1998, ISBN 3-205-98902-3.
- Die alte Klosterschule. Eine Welt der Strenge und der kleinen Rebellen. Böhlau, Wien Köln Weimar 2000, ISBN 3-205-99231-8.
- mit Hermann Attinghaus, Konrad Buchwald: Heimat. Eckartschriften Heft 152, Österreichische Landsmannschaft, Wien 2000.
- Methoden der Feldforschung. Lit, Wien 2001, ISBN 3-8252-2257-8.
- Die feinen Leute. Campus, Frankfurt am Main 1989. Neu aufgelegt bei Böhlau, Wien 2002, ISBN 3-593-34133-6; mit neuer Einleitung 2016 (Titel: Feine Leute: Aristokraten und Bürger, Geistliche und Gauner, Künstler und Stars) bei LIT, Wien 2016, ISBN 978-3-643-50704-4.
- Franz Boas. Burschenschafter und Schwiegersohn eines österreichischen Revolutionärs von 1848. PDF; 2003. Anthropos, Zaunrith, 2001/96/572 ISSN 0257-9774.
- 10 Gebote der Feldforschung. Pocket Band 2. 2. Auflage. Lit, Wien 2009, ISBN 978-3-8258-7700-2.
- Vom Fahrrad aus. Pocket Band 3, 2. Auflage. Lit, Wien 2011 (Erstausgabe 2004), ISBN 978-3-8258-7826-9.
- Irrweg Jakobsweg. Die Narbe in den Seelen von Muslimen, Juden und Ketzern. Steirische Verlagsgesellschaft, Graz 2005, ISBN 3-900323-85-2.
- Abenteuer Grenze. Von Schmugglern und Schmugglerinnen, Ritualen und „heiligen“ Räumen, Pocket Band 7. Lit, Wien u. a. 2006, ISBN 3-8258-9575-0.
- Kulturanthropologie. Eine Einführung, Pocket Band 8, Lit, Wien u. a. 2006, ISBN 3-8258-9576-9.
- Ein Lesebuch. Das Beste vom vagabundierenden Kulturwissenschafter. Böhlau, Wien 2006, ISBN 978-3-205-77492-1.
- Das letzte Lied vor Hermannstadt. Böhlau, Wien 2007, ISBN 978-3-205-77662-8.
- „Herrschaften wünschen zahlen“. Die bunte Welt der Kellnerinnen und Kellner. Böhlau, Wien 2008, ISBN 978-3-205-77764-9.
- Eigenwillige Karrieren, wer seine eigenen Wege geht, kann nicht überholt werden. Böhlau, Wien 2011, ISBN 978-3-205-78644-3.
- Max Weber in Wien. Sein Disput mit Joseph Schumpeter im Café Landtmann; das alte Institut für Soziologie: Paul Neurath, René König und seine übrigen Bewohner nebst dazugehöriger Geschichten über Trinkrituale, Duelle und Ganoven. Lit, Wien / Berlin / Münster 2013, ISBN 978-3-643-50473-9.
- Farbenstudenten zwischen Weltbürgertum und Antisemitismus. Lit Verlag, Berlin 2016, ISBN 978-3-643-13252-9.
- Streifzug durch den Wiener Wurstelprater. Die bunte Welt der Schausteller und Wirte. Böhlau, Wien/Köln/Weimar 2016, ISBN 978-3-205-20280-6.
- Girtler unterwegs. Gespräche mit sieben Zeitgenossen. Böhlau, Wien 2018, ISBN 978-3-205-20726-9.
- Die wechselseitige Niedertracht der Wissenschaftler. Lit, Wien 2020, ISBN 978-3-643-50935-2 (Reihe: anmerkungen zum wissenschaftsbetrieb, Band 12)
- Die 13 Geheimnisse des Kahlenbergs – oder "Wie heirate ich richtig" von Alois Ulreich. Lit, Wien 2020, Reihe: Pocket, Band 22, ISBN 978-3-643-51023-5.